# Спекулятивна белетристика
Детальніше дивіться Фантастика, Жанри фантастичної літератури
Спекуляти́вна белетри́стика (англ. Speculative fiction) — загальна назва фантастичних творів, заснованих на спекуляції, абстрактному міркуванні щодо тем історії, техніки, науки і т. д. Охоплює жанри з надприродними, фантастичними чи футуристичними елементами, такі як наукова фантастика, фентезі, альтернативна історія та фантастика жахів тощо. Термін було запроваджено в 1947 році Робертом Е. Гайнлайном у есе «On the Writing of Speculative Fiction», де він стосувався творів, у яких досягнення науки і техніки є лише приводом описати дії людини в незвичайній ситуації.

## Визначення
Розуміння терміна згодом змінювалося. Роберт Гайнлайн відносив до спекулятивної белетристики всі жанри фантастики, за винятком фентезі. Останній виключався, оскільки, за Гайнлайном, є вимислом автора, а не спекуляцією на тему чогось із реальності. Письменник Джастін Олександр дає таке визначення: «Форма белетристики, в якій події відбуваються в уявному світі, який існує в результаті одного або більше питань „а що коли?“».
В 1960-і роки абревіатура SF (science fiction, наукова фантастика) часто розшифровувалася як speculative fiction, в розумінні умоглядної фантастики, фантастики роздумів, де не відбувається акцентування на технічних і наукових подробицях. Авторство цієї розшифровки приписується письменниці-фантасту Джудіт Мерріл.
Частина західних критиків, зокрема Гері Волф, вважають, що всередині нинішньої спекулятивної белетристики відсутній чіткий поділ за жанрами. Через це виник термін «suppositional fiction» — «ймовірнісна фантастика», яку не можна віднести до якогось одного жанру або більш відомий «сліпстрім», що «ковзає» між кількома з них.

## Проблема перекладу
Загальноприйнятого перекладу для «speculative fiction» українською не існує через охоплення терміном творів, які дуже різняться за жанром і тематикою. При цьому і в англійській мові немає одностайної думки щодо його суті. Зазвичай вважається, що в англомовному літературознавстві він є синонімом вітчизняних термінів «фантастика» та «фентезі» у широкому значенні слова. Незважаючи на це, іноді, за прикладом російського фендому, «speculative fiction» за аналогією до «science fiction» (що традиційно перекладається як «наукова фантастика») помилково перекладається як «спекулятивна фантастика», проте і переклад «science fiction» як «наукова фантастика» не є дослівним, а є лиш пошуком відповідника. Точнішим відповідником терміна «speculative fiction» є загальне визначення «фантастика».
У 2010-і роки замість «speculative fiction» став поширюватися термін «fantastika», запозичений зі слов'янських мов як ємнісніший. Такий вихід був запропонований у 2011 році фантастом Джоном Клютом у праці «Pardon This Intrusion: Fantastika in the World Storm».